# پفی‌مرغ پیسه
پفی‌مرغ پیسه (نام علمی: Notharchus tectus) نام یک گونه از سرده تنبل‌خان‌ها است.
این پرنده در بولیوی، برزیل، کلمبیا، کاستاریکا، اکوادور، گویان فرانسه، گویان، پاناما، پرو، سورینام و ونزوئلا یافت شده‌است.
زیستگاه‌های طبیعی آن جنگل‌های نیمه گرمسیری یا گرمسیری مرطوب است.